# Paulo Studart
Paulo Ferreira Studart, ou apenas Paulo Studart, (Fortaleza, 18 de julho de 1925 — Fortaleza, 15 de fevereiro de 2012) foi um militar, empresário e político brasileiro, outrora deputado federal pelo Ceará.

## Dados biográficos
Filho de Osvaldo Studart Filho e Maria Estela Ferreira Studart. Assentou praça no Colégio Militar de Fortaleza em 1943 e depois matriculou-se na Academia Militar das Agulhas Negras formando-se em dezembro de 1946. Na década seguinte fez cursos de extensão na Universidade Federal do Ceará e morou por algum tempo no Rio de Janeiro onde cursou a Escola de Aperfeiçoamento de Oficiais e a Escola de Comando e Estado-Maior do Exército. Com a vitória do Regime Militar de 1964 viajou aos Estados Unidos para fins de aperfeiçoamento profissional. Assistente administrativo da Infantaria Divisionária na 2.ª Região Militar em São Paulo, chefiou o estado-maior na 10.ª Região Militar, no Ceará, comandou o Centro de Preparação de Oficiais da Reserva (CPOR) de Fortaleza e prestou consultoria para a Polícia Militar da Guanabara. Sua carreira no Exército terminou em 1972 quando passou à reserva como coronel.
Eleito deputado federal pela ARENA em 1974 e 1978, migrou para o PDS com a restauração do pluripartidarismo em 1980, mas não foi reeleito em 1982. Encerada sua vida política, atuou como empresário e em agosto de 2009 era um dos dirigentes da Santa Casa de Misericórdia de Fortaleza.
Seu pai foi eleito deputado federal pelo Ceará em 1945 e sua família (descendente do Barão de Studart) tem atuação política também no estado do Rio de Janeiro.